# Empörung (Roman)
Empörung (englischer Originaltitel Indignation) ist ein 2008 erschienener Roman des amerikanischen Schriftstellers Philip Roth. Die deutsche Übersetzung von Werner Schmitz erschien 2009 im Münchner Hanser Verlag.

## Handlung
Der 19-jährige Ich-Erzähler Marcus Messner, Jurastudent und einziges Kind eines jüdischen koscheren Metzgers, fühlt sich von der plötzlich ausbrechenden paranoischen „Sorge“ seines Vaters, dass ihm schon durch einen kleinsten Fehler etwas Schlimmes zustoßen könne, erdrückt. Marcus entzieht sich seinem Vater, indem er vom College des heimatlichen Newark auf das im ländlichen Ohio gelegene Winesburg College wechselt. Nun noch mehr auf Lernen und Bestnoten fixiert, sieht er sich zweimal zu einem Zimmerwechsel genötigt und verschließt sich den in Winesburg üblichen Studentengruppierungen. Eine wichtige neue Bekanntschaft gewinnt er nur in der depressiven Studentin Olivia Hutton, die bei ihrem ersten und einzigen Date eine Fellatio macht und den sexuell unerfahrenen Marcus damit überrascht. In der Folge erfährt er, dass Olivia offenbar schon mit mehreren Studenten geschlafen hat und ist von dem sexuellen Erlebnis verunsichert, woraufhin er sie ignoriert. Später schreibt er ihr entschuldigend und gesteht ihr seine Liebe, doch dann will Olivia ihn nicht mehr treffen.
Durch sein Verhalten fällt er dem christlich-konservativen Dekan Cauldwell auf, der ihn in sein Büro vorlädt. In ihrem Disput entlarvt sich die Scheinheiligkeit der „Sorge“ des Dekans durch Marcus’ argumentative und moralische Überlegenheit Schritt für Schritt als das, was sie wirklich ist: ein perfides, den Zeitgeist des McCarthyismus spiegelndes Verhör, das darauf abzielt, jeglichen Ansatz nonkonformen Verhaltens zu brechen. Ein Streitpunkt mit dem Dekan ist dabei Marcus’ überzeugter Atheismus – den er mit Zitaten aus Bertrand Russells Warum ich kein Christ bin unterlegt – und seine Weigerung, an den Kirchenbesuchen teilzunehmen, von denen man mindestens vierzig im Laufe des Studiums absolvieren muss. Marcus lässt sich später von Sonny, einem beliebten jüdischen Studenten aus reichem Hause, überreden, einen anderen Studenten als „Stellvertreter“ zu vermitteln, der sich gegen Bezahlung bei den Gottesdienstbesuchen für Marcus einträgt.
Der erregte Marcus übergibt sich im Büro von Cauldwell; kurz darauf entzündet sein Blinddarm sich und muss herausgenommen werden. Seine Mutter besucht ihn im Krankenhaus und erzählt ihm dabei, dass sie mit dem Gedanken spielt, sich von dem immer paranoider werdenden Vater scheiden zu lassen. Olivia besucht Marcus auch im Krankenhaus – doch Marcus’ Mutter verlangt, dass er die Beziehung abbricht, als sie an Olivias vernarbtem Arm erkennt, dass sie einen Suizidversuch begangen hat. Als Marcus aus dem Krankenhaus zurückkehrt, ist Olivia abgereist und niemand kann oder will ihm etwas über ihren Verbleib erzählen. Er sucht daher Cauldwell auf, der ihm erzählt, dass sie einen Nervenzusammenbruch erlitten habe.
Eines Nachts kommt es in Winesburg während eines heftigen Schneetreiben zu Schlägereien unter den Jungen, die dann die Wohnhäuser der Mädchen überfallen und ihre Höschen stehlen. Die Anführer unter den Unruhestiftern werden verwiesen, trotz der realen und begründeten Angst, bei einem Verweis vom College in den Koreakrieg einberufen zu werden. Auch Marcus scheitert schließlich an einem – wie sein Vater ihn immer gewarnt hatte – vergleichsweise kleinen Fehler: Sein Schwindel bei den Kirchenbesuchen fliegt auf und da Marcus sich nicht dafür entschuldigen will, wird er aus Winesburg verwiesen. Ihm widerfährt, was der Ich-Erzähler Marcus dem Leser schon nach einem Viertel der Lektüre erzählt: ein schneller, grausamer und sinnloser Tod im Krieg, umgeben von Blut und Knochen wie in der Fleischerei seines Vaters.

## Gestaltung

### Struktur und Erzählidee
Der knapp 200-seitige Text teilt sich in zwei Kapitel (Unter Morphium, Aus und vorbei) von höchst unterschiedlicher Länge, ergänzt durch eine Historische Anmerkung, die bemerkt, dass die alten Regeln von Winesburg mit den Studentenunruhen Ende der 1960er-Jahre abgeschafft wurden. Im zweiten, ganze fünf Seiten umfassenden, Kapitel erfährt man – nunmehr durch einen auktorialen Erzähler –, dass das erste als eine Art rauschhafte Erinnerung zu lesen ist, die das Hirn des bewusstlosen, todgeweihten Marcus unter dem Einfluss von Morphiumspritzen leistet, welche nicht nur als Schmerzdämpfer, sondern zugleich wie Gedächtnistreibstoff wirken.
Den fiktiven Ort Winesburg übernahm Roth aus Sherwood Andersons 1919 erschienenem Roman Winesburg, Ohio.

### Genre und Titel
Empörung erfüllt im Grunde alle typischen Merkmale einer Novelle. Das betrifft u. a. die starke Fokussierung – auf den Protagonisten, den zentralen Konflikt und ein dominierendes, dicht gefügtes Motivgeflecht (Schlachtbank-Tod-Blut-Messer/Klinge...) – sowie die dramatische Grundstruktur.
In Anlage und Wirkung entfaltet sich das Werk wie eine antike Tragödie. Sie resultiert aus einer gewissen Mitschuld an seinem eigenen Untergang und aus der Schicksalhaftigkeit des konstruierten Geschehens.
Diesbezüglich wird, neben dem Ödipus-Motiv (Flucht vor dem väterlichen „Fluch“, der sich genau dadurch umso tragischer erfüllt), vor allem das titelgebende, ebenso stolze wie verhängnisvolle Wort Empörung mit Bedeutung aufgeladen: Marcus lernt es in der Grundschule als Teil der chinesischen Nationalhymne – benutzbar gegen den gemeinsamen Kriegsfeind Japan – kennen und singen; der rebellische Geist des Liedes trägt ihn durch die zweite und für ihn letzte der christlichen Predigten (mindestens vierzigmal haben die Studenten vor ihrem Abschluss am Gottesdienst teilzunehmen) wie auch durch die sich anschließende Auseinandersetzung mit dem Dekan; und am Ende seines kurzen Lebens hört er es aus dem Munde derer, die es schufen und nun gegen einen neuen Feind wenden.

## Wertung
Die Empörung, die sich auf den mitfühlenden und -rebellierenden Leser überträgt, bezieht ihre Stärke gerade daraus, dass sie – obwohl nur Vergangenes erzählt und keinerlei Aktualisierung gesucht wird – im Kern auf Heutiges und potenziell immer wieder Mögliches zielt. Nach Verschwörung gegen Amerika – so eine der Kritiken – sei dies das zweite Buch, in dem Philip Roth seine Bilanz der Ära Bush zieht, hier nun, indem er das zweite Grundgebrechen seiner Präsidentschaft verhandelt: die totalitär gewordene, zum sozialen Zwang werdende Frömmigkeit; verschärfend komme hinzu, dass über dem aktuellen Obama-Rausch nicht vergessen werden dürfe, dass mit der Welt der Sarah Palin der religiöse Irrsinn [...] überraschend nah am Griff nach der Macht war.

## Hörspiel
- Empörung, Hörspiel, aus dem Englischen von Werner Schmitz, Regie: Norbert Schaeffer, Der Hörverlag, Hamburg 2011 2 CD, 88 min.[2]

## Verfilmung
- Empörung, Spielfilm von James Schamus 2016